# Balla balla/Vorrei averti qui
Balla balla/Vorrei averti qui è un singolo del cantautore Ricky Tamaca pubblicato nel 1977.

## Descrizione
Il disco (pubblicato nel 1977 con la casa discografica Atom Records) contiene due tracce entrambe scritte e composte dallo stesso Tamaca e Klaus Weiss. Entrambe le tracce sono racchiuse nel primo album intitolato Touch Me Baby pubblicato sempre nello stesso anno.

## Tracce
1. Balla balla  - 3:33 (K.Weiss, R.Tammaccaro)
2. Vorrei averti qui  - 2:50 (K.Weiss, R.Tammaccaro)